# Serviço Social Autônomo
O Serviço Social Autônomo (Servas) é uma entidade privada, sem fins lucrativos, que atua de forma independente em áreas de interesse público, que tem como objetivo promover e executar ações de assistência e desenvolvimento sociais em Minas Gerais. É reconhecido como entidade de utilidade pública nos níveis municipal, estadual e federal.